# Ischnorhina quadrimelasma
Ischnorhina quadrimelasma – gatunek pluskwiaka z rodziny krasankowatych.
Gatunek opisany w 2004 roku przez D.H. Costes et M. Webba na podstawie samca odłowionego w 1949 roku w Cristal Mayu.
Pluskwiak o ciele długości 17,6 mm. Głowę ma błyszcząco czerwoną z ciemnobrązową kłujką. Tułów rudoczarny z błyszcząco czerwonym przedpleczem, a przednimi skrzydłami czerwonymi z ciemnobrązową plamką w nasadowej ⅓ przykrywki i brązowym znakiem u wierzchołka. Ubarwienie odwłoka jest czarne. W narządach rozrodczych samca edeagus o wydłużonym trzonie, wyposażony po każdej stronie w bardzo krótki i ostry wyrostek przedwierzchołkowy i drugi wyrostek przypominający kryzę.
Owad znany wyłącznie z Boliwii.